# Navarcostes oakleyi
Navarcostes oakleyi är en fjärilsart som beskrevs av William Schaus 1939. Navarcostes oakleyi ingår i släktet Navarcostes och familjen tandspinnare. Inga underarter finns listade i Catalogue of Life.